# Ginger Island
Ginger Island (Otok đumbira) je trenutno nenaseljeni otok Britanskih Djevičanskih otoka u Karibima. To je jedan od posljednjih nerazvijenih otoka u privatnom vlasništvu na teritoriju. Otok se prostire na otprilike 104 ha. Na otoku su dva najbolja mjesta za ronjenje na Britanskim Djevičanskim otocima: "Alice in Wonderland" (Alisa u zemlji čudesa) i "Ginger Steppes". Otok je u vlasništvu Aggie Sailing Teama. Većina ljudi koji dođu roniti ne izlazi na otok, jer nema pristaništa i jako je zarastao.

## Vanjske poveznice
|  | Zajednički poslužitelj ima još gradiva o temi Ginger Island |